# María Martínez-Cañas
María Martínez-Cañas (sinh năm 1960) là một nhiếp ảnh gia sinh ra người Cuba. Những tác phẩm của bà liên quan đến chủ đề di sản và hành trình khám phá Cuba.

## Cuộc sống cá nhân và giáo dục
Martínez-Cañas sinh năm 1960 tại Cuba, nhưng gia đình bà đã chuyển đến Miami khi bà mới được ba tháng tuổi và chuyển đến Puerto Rico lúc khoảng 4 tuổi. Vào năm 1982  Bà tốt nghiệp Đại học Nghệ thuật Philadelphia về nhiếp ảnh với bằng cử nhân B.F.A. và bằng M.F.A. của Viện Nghệ thuật Chicago hai năm sau đó. Năm 1985 bà nhận được học bổng Fulbright-Hays về nhiếp ảnh và nghiên cứu tại Tây Ban Nha, về những khám phá Cuba của Christopher Columbus.

## Nghệ thuật
Mặc dù lớn lên ở Puerto Rico, Martínez-Cañas luôn cảm thấy mình là người Cuba hơn Puerto Rico, nhưng lần đầu bà cảm thấy như ở nhà là khi đến thăm Tây Ban Nha vào năm 1984.Trong chuyến thăm này, bà bắt đầu kết hợp các thiết kế đồ họa của mình với hình bản đồ, trước tiên là với hành trình khám phá thế giới mới của Christopher Columbus. Các tư liệu liên quan đến Cuba là cơ sở hình thành những tác phẩm của Martínez-Caña. Sau này, một số biểu đồ ảnh - photograms của bà được tạo ra bằng cách đặt lớp phủ thực vật từ sân sau giữa giấy ảnh và một nguồn sáng.